# بلاغويي أدزيتش
بلاغويي أدزيتش (بالصربية: Благоје Аџић) (2 سبتمبر 1932 – 1 مارس 2012) هُو سياسي صربي شغل منصب وزير الدفاع في جمهورية يوغوسلافيا الاشتراكية الاتحادية في الفترة من 27 فبراير 1992 إلى 8 مايو 1992.